# Hausen (Salgen)
Hausen (ⓘ) ist ein Ortsteil der oberschwäbischen Gemeinde Salgen im bayerischen Landkreis Unterallgäu in Deutschland.

## Geographie
Das Pfarrdorf Hausen liegt etwa zwei Kilometer südlich von Salgen und ist über die Kreisstraße MN 3 mit dem Hauptort verbunden. Am westlichen Ortsrand fließt die Östliche Mindel. Durch den Ort verlaufen  die Staatsstraße St 2026 und die Kreisstraße MN 2.

## Geschichte
Erstmals urkundlich erwähnt wurde Hausen im Jahre 1167, als Abt Isingrim Reliquien des Klosters Ottobeuren verschenkte. Der Name Hausen wurde erstmals 1262 mit Hermann und Maquard von Hausen in einer Urkunde des Klosters Steingaden genannt. 1283 nannte Hermann von Hausen nochmals das Kloster. Im Jahre 1300 erwarb das Kloster Steingaden einen Hof von Heinrich Mueslin und 1267 das Kloster Irsee zwei Mansen von Conrad von Mattsies. Das Kloster erweiterte seinen Besitz in Hausen 1304 mit Äckern von Heinrich Meringer. Heinrich von Angelberg verkaufte 1403 einen Hof an Cuntz Laten, einen Bürger Mindelheims. Heinrich von Angelberg und sein Neffe akzeptierten 1405 einen Schiedsspruch, der Ansprüche auf einen Hof an Ulrich von Teck übertrug. 1424 erwarb Ulrich von Teck einen Hof von Jörg von Lichtenau, Peter Ameiß wurde dabei als Bauer und Leibeigener genannt. Im Zusammenhang mit der noch bestehenden Mühle wurden 1438, 1492 und 1543 verschiedene Müller genannt. Der aus Hausen stammende Utz Huser der Ältere war 1431 Bürgermeister in Mindelheim. An die Mindelheimer Herren von Frundsberg wurden 1467 36 Fastnachtshennen geliefert. Der Zoller der Frundsberger in Hausen wurde 1471 erwähnt. Heute trägt ein Haus an der Straße nach Zaisertshofen den Namen. Als herrschaftlicher Forstknecht und Fischer zu Hausen tauchte 1567 ein Balthasar Singer auf.
Am 1. Mai 1978 wurde der bis dahin selbständige Ort in die Gemeinde Salgen eingegliedert.

## Religion
Abt Isingrim schenkte Hausen vermutlich bei seiner großen Reliquienschenkung im Jahre 1167 Reliquien. Die erste Kirche wurde erstmals 1501 urkundlich erwähnt. Sie war dem Heiligen Kreuz geweiht. Georg von Frundsberg stiftete 1523 bei der St.-Bartholomäus- und Hl.-Kreuz-Kirche eine Kaplanei als Filiale von der Pfarrei Pfaffenhausen. Er behielt sich jedoch das Patronatsrecht vor. Seit 1851 ist Hausen selbständige Pfarrei.

## Verkehr
Der Haltepunkt Hausen (Schwab) liegt an der Bahnstrecke Günzburg–Mindelheim.